# إثبات السلطة
إثبات السلطة (PoA) (بالإنجليزية: Proof of authority) عبارة عن خوارزمية مستخدمة في سلسلة الكتل تقدم معاملات سريعة نسبيًا من خلال آلية التوافق تستند إلى الهوية كحصة، وأبرز منصة تستخدم إثبات السلطة هي فيشين. الشبكات القائمة عليها يتم فيها التحقق من صحة المعاملات والكتل من خلال حسابات معتمدة، تُعرف باسم المدققين.

## أنظر أيضًا
- إثبات الحصة
- إثبات العمل
- إثبات الشخصية